# Gyorsolvasás

Gyorsolvasást segítő szemgyakorlat.

A gyorsolvasás (angolul speed reading) technikája az emberi olvasás gyorsaságát növeli meg, akár 300%-kal.
Ezzel a 300%-kal, pontosítva 386%-kal növelte meg az átlag résztvevők gyorsaságát egy 3 órás kognitív kísérletet követően az úgynevezett PX Projektben, amit a Princeton University-n tartottak 1998-ban.
A legtöbb kurzus tartalmaz könyveket, oktatóvideókat és olvasási gyakorlatokat.
"Tanulni annyi, mint felismerni, amit régóta tudsz. Cselekedni: bizonyságot tenni arról, hogy tudod. Tanítani: emlékeztetni másokat, hogy tudják ők is, ugyanolyan jól. Valamennyien tanulók, cselekvők, tanítók vagyunk."

## Története

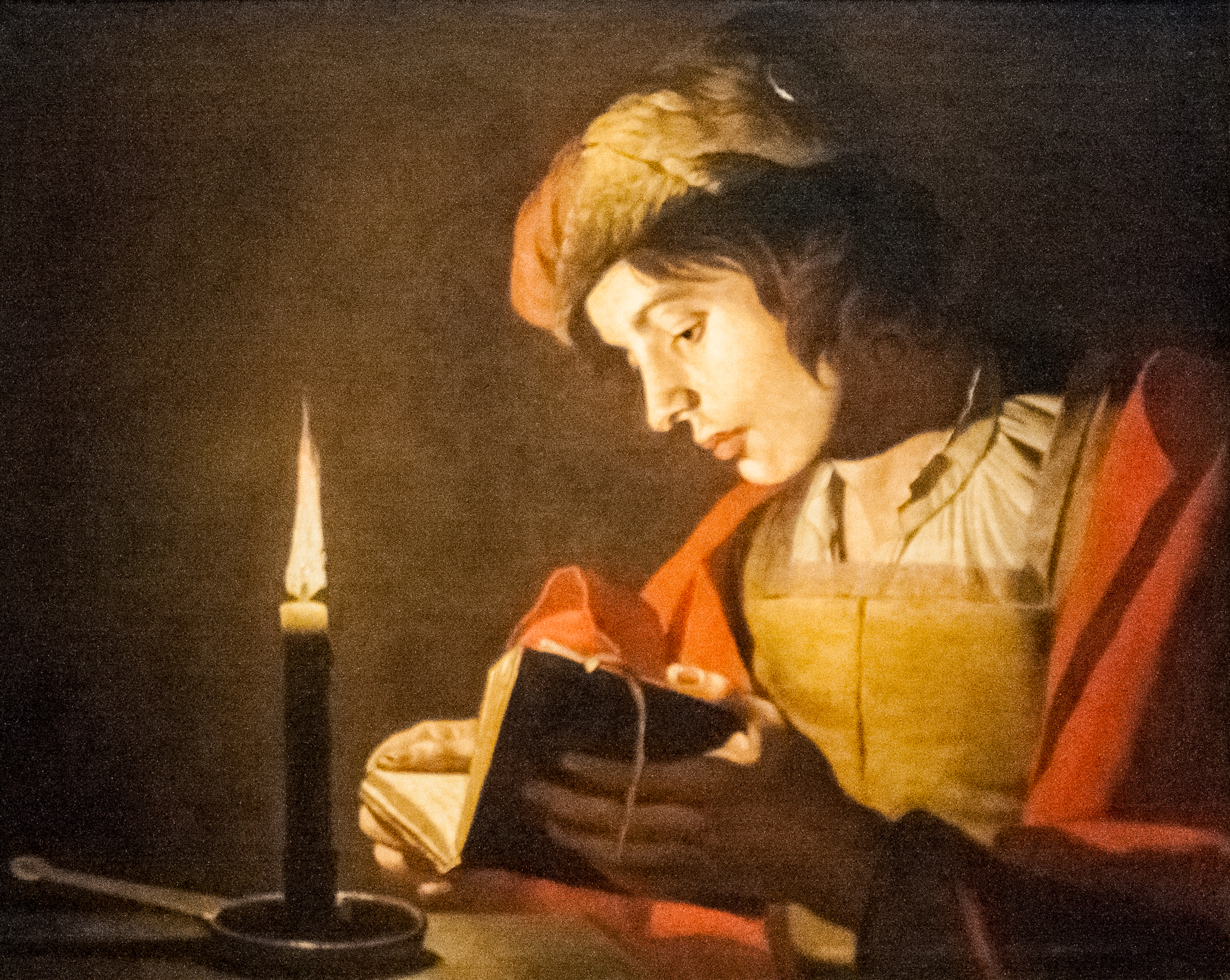
Olvasás régen

1950 után történt, hogy Evelyn Woodot – aki tanárnő és kutató volt – foglalkoztatta az a kérdés, hogy mi az oka annak, hogy egyesek természetesen gyorsabban olvasnak, míg mások lassabban. Önmagán kezdett el kísérletezni, minél gyorsabban próbált olvasni. 1958-ban egyszer kétségbeesésében lesöpörte az éppen olvasott könyvet a földre, amikor is észrevette, hogy kézzel tett mozdulata odavonzotta szempillantását a könyv lapjára. Ettől fogva a kezét is használta az olvasáshoz. Wood először a University of Utah-on tanította a módszert, majd kiadta könyvét Evelyn Wood's Reading Dynamics címen 1959-ben.

## Fordítás
Ez a szócikk részben vagy egészben  a   Speed reading című angol Wikipédia-szócikk ezen változatának fordításán alapul.  Az eredeti cikk szerkesztőit annak laptörténete sorolja fel. Ez a jelzés csupán a megfogalmazás eredetét és a szerzői jogokat jelzi, nem szolgál a cikkben szereplő információk forrásmegjelöléseként.